# Магарамкентський район
Магарамкентський район (лезгин. Мегьарамдхуьруьн район) — муніципальний район в Дагестані, Росія.
Адміністративний центр — село Магарамкент.

## Географія
Район розташований на півдні Дагестану і межує: з Дербентським, Сулейман-Стальським, Курахським, Ахтинським і Докузпаринським район республіки. На півдні район межує з Азербайджаном. Площа території району складає 654,6 км². На території району знаходиться північна частина реліктового Самурського лісу.

## Історія
Як самостійна адміністративна одиниця Магарамкентський район був утворений в 1943 році. В 1960 році Магарамкентський район був об'єднаний з Касумкентським районом, а в 1965 році знову відокремився і існував в цих межах до 2010 року.
В 2010 році два села Магарамкентського району Дагестану Храх-Уба і Урьян-Уба, що виникли орендованих землях Азербайджану, відійшли до Хачмазького району Азербайджану. Землі ці — на території Хачмазького району Азербайджану — постановою Ради міністрів СРСР в травні 1954 року було тимчасово передані Дагестанській автономній республіці РРФСР як пасовищні території. У 1984 році дію цього документа було продовжено ще на 20 років рішенням Ради міністрів Азербайджанської РСР, а в 2004 році, зважаючи на завершення терміну дії, документ втратив свою силу. Юрисдикція Азербайджану над цими селами ніколи не оскаржувалася ні РРФСР, ні сучасною Росією, що знайшло своє відображення і в договорі про демаркацію російсько-азербайджанської кордону. Після закінчення терміну оренди жителям Урьяноби і Храхоби був представлений вибір — прийняти азербайджанське громадянство і залишитися на цих землях, або ж переселитися в Дагестан. Жителі Урьяноби добровільно вибрали перший, а Храхоби другий варіант. Ті мешканці сіл, які віддали перевагу виїхати — виїхали, ті, хто захотів залишитися — залишилися і отримали громадянство Азербайджану, одне з сіл — Храхоба — отримало нову назву Палидли. Крім того, якщо Азербайджан раніше забирала до 90 % стоку річки Самур, то на кінцевому етапі підписання договору вдалося довести цю пропорцію 50 на 50 %, Азербайджан став співвласником річки Самур, яка до 2010 року повністю належала Росії.

## Населення
Населення — 62 044 осіб.
Національний склад
За даними Всеросійського перепису населення 2010 року:
| Народ         | Чисельність, чол. | Частка від усього населення,% |
| ------------- | ----------------- | ----------------------------- |
| Лезгини       | 59768             | 96,09 %                       |
| Азербайджанці | 1021              | 1,64 %                        |
| Рутульці      | 504               | 0,81 %                        |
| Росіяни       | 172               | 0,27 %                        |
| Табасарани    | 24                | 0,03 %                        |
| Агули         | 18                | 0,02 %                        |
| Даргинці      | 17                | 0,02 %                        |
| Аварці        | 10                | 0,01 %                        |
| Інші          | 22                | 0,03 %                        |
| Усього        | 62195             | 100,00 %                      |